# Horta
Horta er en kommune og by i den vestlige del af øgruppen Azorerne. Byen er beliggende på øen Faial, som udgør kommunen Horta. Kommunens befolkning var i 2011 15.038 på det 173,06 km² store område. Byen Horta har et befolkningstal på ca. 7.000.
Marinaen er primært et stop for yachter, der krydser Atlanterhavet. Havnens vægge og gangbroer er dækket af malerier skabt af besøgende, der noterede navnene på deres fartøjer, besætninger og de år, de besøgte byen. Caféen Peter's Cafe Sport, som er placeret overfor marinaen, huser et museum for artefakter skåret ud af hvaltand og kæbeben. Stedet er også et referencepunkt for mange yachtejere og søfolk.

## Historie

### 1400- til 1600-tallet
I 1467 vendte den flamske adelsman Josse van Huerter tilbage til Faial på en anden ekspedition, denne gang med landgang langs kysten af, hvad der i dag kendes som Horta-bugten. Han lod et lille kapel bygge, som senere blev centrum i det lille samfund Horta (et navn der er afledt af translitterationen af hans navn). D. Fernando, hertug af Viseu, udnævnte Huerter til den første kaptajn på øen den 2. februar 1468. Udover de flamske bønder, var det primært hårdtarbejdende landmænd fra det kontinentale Portugal, som bosatte sig på øen. Disse var villige til at arbejde hårdt i nye områder og særligt fra det nordlige Portugal. Men Huerter dyrkede nye forretningsmuligheder og tiltrak en anden bølge af bosættere under ledelse af Willem van der Haegen (senere translittereret til Guilherme da Silveira), der fik administratorer, håndværkere og andre landsmænd til at bosætte sig på øen.
Huerters søn, Joss de Utra og datter, D. Joana de Macedo, (senere gift med Martin Behaim ved Santa Cruz-kapellet), fortsatte med at bo på Faial længe efter van Huerters død. I 1498 blev Horta hævet til status vila (by med rettigheder) ved dekret af kong Emanuel 1. af Portugal, da byens centrum udvikledes nordpå fra området omkring det lille kapel Santa Cruz.
Øen havde en blomstrede eksport af hvede og farvevajd. Den 28. juni 1514 blev sognet Matrizs São Salvador da Horta udformet, og gudstjenester blev påbegyndt. I 1567 blev hjørnestenen af Fort Santa Cruz lagt. Efter konstant vækst i bosættere oprettedes sognene Nossa Senhora da Conceição (30. juli 1568) og Nossa Senhora da Angustias (28. november 1684) af bispedømmet Angra. Da to bykerner havde udviklet sig omkring Santa Cruz og Porto Pim, havde væksten også udvidet sig omkring den ældre Matriz (hvor Klokketårnet nu står) og det offentlige torv (hvor Alameda Barão de Roches nu ligger). Offentlige bygninger blev opført mellem Rua Visconde Leite Perry og Rua Arriage Nunes, og til sidst flyttede rådhuset og domstolskontoret til det tidligere jesuit-gymnasium, efter at jesuitterne blev udvist fra Portugal i 1758.
Spanske soldater, under kommando af D. Pedro de Toledo, gik i land i Pasteleiro på den sydvestlige del af øen i 1583. Efter nogle træfninger ved fortets døre blev Faials kaptajn, António Guedes de Sousa, henrettet. Fire år senere fangede Jarlen af Cumberland en flåde med 13 britiske skibe i Azorerne i 1589 et spansk skib og plyndrede derefter byens kirker og klostre, bespottede dem og ødelagde relikvier og krucifikser. De erobrede flere stykker artilleri og satte ild til huse inden for Fort Santa Cruz. To kanoner i Porto Pim blev beslaglagt. I 1597 plyndrede og nedbrændte en ny styrke under Sir Walter Raleigh, næstkommanderende til Robert Devereux, Jarl af Essex, de religiøse bygninger og kirker i Horta, samt nabosognene Flamengos, Feteira og Praia do Almoxarife. Den konstante trussel fra privatpersoner og pirater tvang opførelsen af flere forter og udkigsposter.
I 1643 havde Horta omkring 2579 indbyggere og 610 boliger. D. Frei Lourenço, biskop af Angra, godkendte renoveringen af kapellet Santa Cruz i 1675. I 1688 blev kirkens endelige renovering og udsmykning realiseret.

### 1800-tallet
I det 18. og 19. århundrede var Horta en lille by, der udvidede sig langs kysten. Byen var havde mange forskellige klostre og kirker, men lidt handel og næsten ingen industri. Men på grund af sin beliggenhed som et naturligt stop på de vigtige kommercielle ruter mellem Europa og Den Nye Verden blomstrede byen. For en tid var Horta et center for handel og rejser. Den spillede en central rolle i eksporten af appelsiner fra Azorerne, og havnen blev ligeledes anvendt til eksport af vin fra Pico Ø. Havnen var også et vigtigt stop for nordamerikanske hvalfangere og fungerede senere som tankstation for kuldrevne skibe under deres transatlantiske passager.
I 1804 giftede John Bass Dabney (1766-1826), den amerikanske generalkonsul på Azorerne, sig med Roxanne Lewis og flyttede til Horta. Hans søn, Charles William Dabney (som senere giftede sig med Francis Alsop Pomeroy), efterfulgte sin far som generalkonsul og kom til at spille en vigtig rolle i Hortas og Faials historie og økonomi. Dette skyldes bland andet opførelsen af  kommercielle havne i 1876 og fremefter og ibrugtagning af transatlantiske telegrafkabler i 1893. Familien Dabney styrede øens økonomi i 83 år med en god virkning på havnenes dynamiske vækst, eksporten af appelsiner, Verdelho-vinen fra Pico og handel med hvalfangstindustrien.
Den 26. september 1814 blev den amerikanske kaper "General Armstrong" under ledelse af kaptajn Samuel Chester Reid sænket af tre skibe i British Royal Navy under ledelse af Robert Lloyd. Efter at have været tvunget til at sænke sit skib, lavede kaptajn Reid en formel protest over skibets ødelæggelse i en neutral havn og den portugisiske manglende evne til at forsvare deres egne farvande.
Den 4. juli 1833 blev vila'en, på initiativ af hertugen af Ávila og Bolama, hævet til status af by og distriktshovedstad som en belønning for den støtte, som øens folk havde givet til de liberalistiske styrker under den portugisiske liberale revolution.
Med opførelsen af den kommercielle havn i 1876 blev Horta vigtigere internationalt. Den 23. august 1893 lagdes de første telegrafkabler, der forbinder Horta (Alagoa) og Lissabon (Carcavelos). Placeringen og tilstedeværelsen af flere kabelvirksomheder på Horta havde den forstærkende effekt at øge aktiviteten, niveauet for økonomisk udvikling og byvækst samt kulturelle og sportslige aktiviteter på øen. Mellem 1893 og 1969 var Horta et vigtigt led i interkontinental kommunikation.

### 1900-tallet
Horta skrev sig ind i luftfartshistorien, da kaptajn Albert C. Read (US Navy) afsluttede den første del af den første transatlantiske flyvning, da han landede med sin Curtiss NC-4-vandflyver i Horta-bugten i maj 1919.
I 1921 begyndte hollandske sejlbåde at bruge Horta som en mellemlanding (og efter 2. verdenskrig vendte de tilbage i den europæiske genopbygningstid).
Efter 1939 var Horta udset til at være stoppested for de transatlantiske flyvende båd-ruter mellem Nordamerika og Europa, der omfattede Pan Am Clipper-flåden, som lagde til i havnen i Horta.
I 1960 begyndte yachter at bruge Hortas beskyttede havn under transatlantiske rejser.
Den 24. august 1971 i sognet Castelo Branco indviede præsident Américo Tomás Horta Lufthavn. Siden 1972 har Sociedade Açoreana de Transportes Aeréos (som var forløberen for SATA Air Azores) leveret ruteflyvninger fra Horta til øerne i trekanten (øer i azorerne). I 1980'erne etablerede TAP Air Portugal direkte afgange fra Horta til Lissabon, mens yderligere forbedringer af flyflåden tillod SATA at forbinde Horta direkte med alle øer. Efter større renoveringer i december 2001 blev lufthavnen udpeget som en international lufthavn, selvom ingen udenlandske flyselskaber har planlagte ruter til Horta Lufthavn.
Forbedringerne i Hortas havn gjorde det muligt for byen at blive et stoppested for lystbåde, krydstogtskibe og tilbyde assistance til transatlantiske rejsende. Dette blev faciliteret, da kommunen indviede en marina med 300 pladser den 3. juni 1986. Hortas havn er også et flådecenter for ø-færgerne Transmaçor og Atlanticoline, hvilket har resulteret i nye investeringer og opførelsen af en sekundær anløbsbro for passagertrafik mellem øerne.

## Geografi

### Klima
Horta har det typiske fugtige subtropiske klima forbundet med Azorerne, med betydelige oceaniske påvirkninger. Horta er byen i øgruppen, der er mest tilbøjelig til høje temperaturer og, i modsætning til Angra do Heroísmo og Ponta Delgada, er temperaturer på over 30 °C blevet registreret nogle gange i byen. Nedbør er i gennemsnit ca. 975 millimeter om året og er koncentreret i vintermånederne. I gennemsnit er december den vådeste måned, mens juli er den tørreste. Dette gør, at Horta, ligesom mange af Azorerne, mere ligner middelhavsklimaet i sin årlige nedbørcyklus end i de fleste andre fugtige subtropiske klimaer verden over.

### Demografi
Byområdet Horta (byområdet og det historiske centrum) består af tre sogne: Angústias, Conceição og Matriz. De resterende sogne, der omfatter resten af kommunen, er placeret langs det regionale vejnet E.R.1-1ª, og omfatter land fra havet til den centrale vulkan (med undtagelse af Flamengos). Faial ø, der omfatter Hortas urbaniserede område og sogne, har et areal på 173.06 km².
Her følger en liste over sogne på Faial:
- Capelo - beliggende i den vestlige del af øen, der omfatter den seneste historiske vulkanisme på øen; Her ligger Capelinhos Volcano og Recreational Forest Park.
- Castelo Branco - beliggende på det sydlige kystområde mellem Capelo og Feteiras; her er Horta International Airport placeret.
- Cedros - største sogn og landbrugsarealer, der ligger på den nordlige kyst mellem Capelo og Salão.
- Feteira - sydlig sogn beliggende mellem den urbaniserede kerne af Horta og Castelo Branco; primært landbrugsaktivitet i overgang til Hortas forstæder.
- Flamengos - det eneste sogn på øen uden grænse til kysten, der er oprettet af oprindelige bosættere.
- Pedro Miguel - beliggende nord for Praia do Almoxarife, langs den østlige kyst
- Praia do Almoxarife - oprindelige bosættere landede langs stranden Praia her under de oprindelige ekspeditioner i 1465 og 1467; i øjeblikket den vigtigste turist strand samfund på øen.
- Praia do Norte - beliggende mellem Cedros og Capelo, en zone berørt af historisk vulkanisme fra Capelos vulkanske kompleks.
- Ribeirinha - et sogn i den gamle geologiske zone, der dannede øen Faial.
- Salão - bosat af espaniolere under Iberiske Union, og ligger mellem Cedros og Ribeirinha.

Folketællingen i 2011 viste et fastboende befolkningstal på 15.038: et lille fald fra 2001, hvor øen havde 15.063 indbyggere. Der har været en stigning på 21,69 % i antallet af beboede bygninger i kommunen.

#### Byen Horta
Fra Espalamaca eller Monte da Guia er byen Horta typisk for portugisiske kystsamfund og den urbane tradition fra middelalderrenæssancen. Byen vender ud mod havet, ligesom Angra do Heroísmo (Terceira) eller Velas (São Jorge) og adskillige vulkanske kegler ligger i dens sydlige og østlige udkant (den mest overvejende del af Monte da Guaia, Monte do Carneiro og Monte Escuro). Det er et befolkningscenter, der er centreret langs sin hovedgade (undertiden omtalt som Avenida Marginal eller Avenida D. Infante Henriques) og skæres af flere mindre veje. Men dens proto-urbane form ligger i nord nær Espalamaca, med en gruppering af nord-syd og øst-vest veje, der udviklede sig fra den oprindelige kolonisering. Hortas befolkning i det første årti af det 21. århundrede var omkring 7.000.
Det moderne Horta voksede ud over grænserne for den tidlige kolonisering. En sekundær bykerne voksede i området Port Pim, og bosættelse fandt sted sporadisk til en halvmåneform langs østkystens bredder udviklede sig, kun afgrænset af Ponte de Espalamaca mod nord og det åbne hav mod syd. Klippefremspring i syd beskyttede sandsynligvis bosættere og skibe fra de nordatlantiske vejrsystemer og var derfor vigtige i den Hortas formative periode. Horta voksede langsomt ind i floddalen til midten af øen og forbinder sognet Flamengos mod vest og Feteiras (sydvest), der danner en ufuldstændig urbaniseret masse. Grunden til vækst følger vejnetværket, herunder den nyligt afsluttede "Scute" (motorvej), der omgår den sydlige E.R.1-1ª mellem Angustias og Feteiras.

## Venskabsbyer
Horta er venskabsby med: 
- New Bedford, Massachusetts, USA
- Fremont, California, USA[5]
- Santa Cruz, Madeira, Portugal